# پراسپکت، نوا اسکوشیا
{{Infobox settlement|official_name=پراسپکت|other_name=|native_name=|nickname=|settlement_type=Community|motto=|image_skyline=ProspectVillage01.jpg|image_caption=نگاه از سوی بندر|image_flag=|image_seal=|image_shield=|image_map=Novascotiahrm-prospectroad.png|mapsize=|map_caption=Prospect planning area of municipal Halifax|pushpin_map=Canada Nova Scotia|pushpin_label_position=|pushpin_map_caption=Location within Nova Scotia

## موقعیت
این منطقه در مرز شمالی اقیانوس اطلس در ۲۳ کیلومتری هالیفاکس و در مسیر جاده ۳۳۳ است.

## مذهب
پس از بسته شدن کلیسای "اور لیدی" (Our Lady) در "ماونت کارمل" (Mount Carmel) هیچ کلیسای دیگری در این منطقه وجود ندارد. تنها چند کلیسا در اطراف آن وجود دارند.

## توفان
در سال ۲۰۰۳ با وقوع طوفان خوان به سازه‌های ساحلی آسیب زده ولی خطری متوجه خانه‌ها نشد. این توفان باعث فرسایش خاک منطقه شد.

## حوزه‌های انتخابی
فدرال: هالیفاکس وست
استانی: تیمبرلی-پراسپکت
شهرداری - تاریخی: ناحیه ۲۲